# 八疣塵蛛
八疣塵蛛（学名：Cyclosa octotuberculata）为金蛛科塵蛛屬下的一个种。